# Преусмеравање протока мокраће
Преусмеравање протока мокраће је хируршка процедура која ствара нови начин да мокраћа (урин)  изађе из тела када је њен проток блокиран или када постоји потреба да се заобиђе оболело место у уринарном тракту.
Преусмеравање мокраће може бити привремено – када се ток урина  преусмерава на неколико дана, недеља или понекад месеци док урин не почне поново да тече нормално – или трајно – када се ради операција како би се створила трајна промена у начину на који урин тече кроз тело.

## Опште информације
Уринарни тракт је дренажни систем човековог  тела за уклањање урина, који је направљен од отпада и додатне течности. Он је дизајниран тако да урин тече из бубрега, кроз уретере, у мокраћну бешику и излази из тела преко уретре . Када урин не може нормално да тече, он може да се накупи  у мокраћној бешици, уретерима или бубрезима. Ово накупљање урина може изазвати бол, инфекције уринарног тракта , уринарни каменац или каменце , оштећење уринарног тракта или отказивање бубрега . Ако се правовремено и правилн о не лечи, накупљање урина у уринарном тракту може бити опасно по живот.
Операција преусмеравања мокраће може смањити сексуалну функцију; међутим, многи људи са скретањем мокраће имају задовољавајуће сексуалне односе, пре свега они који на предлог лекара користе одређене третмане, лекове или терапију за побољшање сексуалне функције и  имају  отворену комуникацију са својим партнером о интимним питањима.
Живот са преусмеравањем урина захтева одређено прилагођавање, а неки људи се могу осећати обесхрабрено или депресивно након операције. Таквим особама неопходно је пружити помоћ и подршку од страна породице пријатеља и здравствених радника. 

## Индикације
Најчешћи разлог због којег је потребно преусмеравање урина је рак мокраћне бешике који захтева и уклањање бешике - процедура која се зове цистектомија.
Други разлози за преусмеравање урина укључују
- оштећење нерва мокраћне бешике узроковано дефектима при рођењу као што је спина бифида, повреда кичмене мождине или мултипла склероза
- хронична – или дуготрајна – упала бешике, која може бити резултат тешких случајева интерстицијалног циститиса , понављајућих инфекција уринарног тракта или хроничног задржавања мокраће
- стања која изазивају спољашњи притисак на уретру или један или оба уретера
- хронично задржавање мокраће услед увећане простате или бенигне хиперплазије простате
- терапија зрачењем која резултује трајним оштећењем бешике
- тешка уринарна инконтиненција  која се не може лечити стандардним третманима
- траума бешике, уретре или карлице
- тумори у генитоуринарном тракту или суседна ткива и органи
- уринарни каменци

## Врсте преусмеравања
Главне врсте преусмеравања мокраће укључују:

### Катетеризација мокраћне цеви бешике
Катетеризација мокраћне цеви бешике подразумева уметање танке, флексибилне цеви - која се зове катетер - у мокраћну бешику за одвод урина. Урин се одводи у врећу за прикупљање изван тела. Уринарни катетери могу остати на месту неколико дана или недеља док ткива зарастају након операције уринарног тракта или лечења блокаде мокраће и, у неким случајевима, могу бити трајни. Катетере који су на месту дуже време потребно је периодично заменити новим катетером.

### Пункциона дренажа мокраћне бешике
Пункциона дренажа мокраћне бешике  или  супрапубична цистостомија, везикостомија или епицистостомија  је хируршка процедура у којој лекар убацује малу цевчицу у мокраћну бешику кроз кожу доњег дела трбуха. Цев омогућава мокраћи да се одводи из бешике у кесу изван пацијентовог тела.
Веза не иде кроз трбушну дупљу, и зато је постала уобичајена и широко коришћена уролошка процедура са малим морбидитетом, јер има мањи ризик од јатрогене инфекције у односу на остале техника и мање омета сексуалне активности пацијента.

### Нефростома
Нефростома слично цистостомији, током нефростомије хирург или радиолог прави мали рез и убацује малу цев, названу нефростомска цев, кроз кожу леђа у пацијентов бубрег. Цев за нефростомију омогућава мокраћи да тече из бубрега у врећу изван тела.

### Уретерални стент
Уретерални стент је танка флексибилна цев која се убацује у уретер како би помогла да урин тече од бубрега до бешике. Уретерални стент се води помоћу цистоскопа у пацијентов уретер, затим се један крај стента поставља у бубрег, а други крај у бешику.

### Уростома
Уростома или отвор у трбуху који се повезује са  уринарним путевима како би урин могао слободно отицати из тела. Урин се сакупља и чува у малој врећици, која се зове уростомска кеса, коју пацијент може испразнити када му одговара. Торбица је причвршћена за кожу око стоме и носи се изван тела.

### Континентална уринарна диверзија
Континентална уринарна диверзија је метода сакупља и складиштиња мокраће унутар тела све док се мокраћа не евакуише помоћу катетера или док пацијент не измокри кроз уретру. Мокраћа тече кроз уретере и складишти се у унутрашњој кесици направљеној од дела пацијентовог црева или у мокрађној бешици. Континентално скретање мокраће омогућава пацијенту да контролише напуштање мокраће из тела.
У тренутној клиничкој пракси континентална уринарна диверзија се користи широм света код пацијената који су подвргнути радикалној цистектомији и у тешким случајевима бенигних патологија бешике. 

## Прогноза
Већина пацијената се може вратити својим уобичајеним активностима и вежбама, укључујући пливање и друге водене спортове, након што се излече од операције преусмеравања мокраће и поврате снагу. 

## Компликације
Компликације укључују:
- инцизијску хернију,
- необешично-интестиналне и необешиково-кожне фистуле,
- стриктуру уретероентеричне анастомозе,
- руптуру необешике
- формирање слузокоже.
- инфекција